# بيير مازيور
بيير مازيور (بالفرنسية: Pierre Mazior)‏ هو ملاكم فرنسي، مثّل بلاده في الألعاب الأولمبية الصيفية 1908.

## روابط خارجية
بيير مازيور على موقع أوليمبيديا (الإنجليزية)